# Fritz Kraemer
Fritz Kraemer (Stettino, 12 dicembre 1900 – Höxter, 23 giugno 1959) è stato un generale tedesco delle Waffen-SS durante la Seconda guerra mondiale.
Fritz Kramer nacque il 12 dicembre 1900 a Stettino; dopo aver abbandonato la scuola, si arruolò, nel 1918, nel Reichswehr, ma dopo quattro anni lasciò le armi ed entrò nelle Polizia prussiana.
Il 1º ottobre 1934, rientrò nell'esercito con il grado di Oberleutnant (tenente). dopo essersi diplomato all'Accademia militare di Berlino nel maggio 1935, l'anno successivo ottenne il comando della 5. Compagnia del 55. Reggimento di fanteria. Nel marzo del 1939 venne riassegnato allo Stato maggiore della 13. Divisione di fanteria. Venne decorato con la Croce di Ferro di seconda classe il 6 ottobre 1939, per il suo comportamento in Polonia, e il 26 maggio 1940 con la Croce di Ferro di prima classe per essersi distinto durante la Campagna di Francia.
Trasformata in divisione corazzata, la 13. Divisione Panzer prese parte all'Operazione Barbarossa, e Kraemer venne nuovamente decorato con la Croce tedesca in oro il 26 febbraio 1942 e con la Croce di Cavaliere il 17 dicembre dello stesso anno. Nel gennaio del 1943 "Sepp" Dietrich selezionò personalmente Kraemer per entrare nello Stato maggiore del I SS-Panzerkorps. Trasferito ufficialmente alle Waffen-SS il 1º agosto 1944 con il grado di SS-Oberführer, Kraemer sostituì Hubert Meyer al comando della 12. SS-Panzer-Division "Hitlerjugend" il 24 ottobre 1944. Il 13 novembre, promosso SS-Brigadeführer, Kraemer venne trasferito alla riserva e sostituito da Hugo Kraas al comando della divisione. Kraemer terminò la guerra nello Stato maggiore della 6ª armata corazzata, in seguito rinominata 6ª armata corazzata SS.
Catturato dagli americani, fu, insieme a Dietrich, accusato di crimini di guerra per il Massacro di Malmédy. Trasferito a Dachau, venne condannato a 10 anni di prigione. Dopo essere stato rilasciato, si trasferì a Höxter, in Germania, dove morì il 23 giugno 1959.